# Philippe Kelly
 (juin 2015).
Si vous disposez d'ouvrages ou d'articles de référence ou si vous connaissez des sites web de qualité traitant du thème abordé ici, merci de compléter l'article en donnant les références utiles à sa vérifiabilité et en les liant à la section « Notes et références ».
Philippe Kelly est un compositeur français né à Versailles le 10 novembre 1963.

## Biographie
Philippe est un musicien qui commence sa carrière en tant qu’acteur dans La Boum 2, Lili, petit à petit, Anges et Loups, Les cigognes n'en font qu'à leur tête.
Parallèlement il joue le soir dans des clubs où il se produit et se fait remarquer par Marc Lumbroso. Il signe alors son premier disque chez Polydor.
Dès lors il se consacre essentiellement à la musique et compose des chansons pour différents chanteurs : Liane Foly, Princess Erika, Richard Gotainer…
En 1993, il enregistre un album chez EMI Assez parlé.
En 1994, Il compose la chanson Essaye d'imaginer pour la série Classe mannequin qui sera 2e du Top 50.
Après un passage en tant que chroniqueur musical dans l'émission Y'a pas photo en 1999 pendant 2 ans, Philippe enregistre 2 albums conceptuels avec Marc Beacco entièrement a cappella. Beaucoup d’artistes invités participent à cette aventure : Maxime Le Forestier, Michel Jonasz, Claude Nougaro, Maurane, Zazie, Julien Clerc, Laurent Voulzy, Stéphane Eicher… entre autres.
Depuis, il se consacre uniquement à la musique à l’image, compose la musique du film Nos amis les flics de Bob Swaim en 2003 et participe aux bandes originales de Disco en 2008 et de Camping 2 en 2010.
Il est aujourd'hui le compositeur de la série à succès de France 2 Fais pas ci, fais pas ça et signe également la musique de la série Mongeville sur France 3 et de la dernière saison de Hard pour Canal+ et enregistre actuellement la musique du film de Philippe Lefebvre Bienvenue à Nimbao.
Philippe s’est illustré au cinéma avec Monsieur & Madame Adelman réalisé par Nicolas Bedos et à la télévision avec la série Death Corner de Frédéric Berthe.
Dernièrement, il a composé pour TF1 la musique de la série Les Chamois et tout récemment la nouvelle série Faites des gosses pour France 2.
- 2011 : jury au festival des créations télévisuelles de Luchon
- 2017 : jury au Festival international du film policier de Beaune
- 2018 : jury au FIPA
- 2019 : jury au festival de Cinéma et Musique de La Baule

## Discographie
- 1993 : Assez parlé
- 1998 : Charité Biz'ness
- 2001 : Akapela 1
- 2003 : Akapela 2
- 2007 : Murano
- 2008 : Disco
- 2014 : Fais pas ci, fais pas ça

## Filmographie

### Cinéma
- 1982 : La Boum 2 de Claude Pinoteau
- 1987 : Tant qu'il y aura des femmes de Didier Kaminka
- 1990 : La Fracture du myocarde de Jacques Fansten
- 1995 : Les Truffes de Bernard Nauer
- 1998 : Charité Biz’ness de Thierry Barthes et Pierre Jamin
- 2003 : Dédales de René Manzor
- 2004 : Nos amis les flics de Bob Swaim
- 2008 : Disco de Fabien Onteniente
- 2010 : Camping 2 de Fabien Onteniente
- 2012 : Désolé pour hier soir d'Hortense Gélinet
- 2015 : Par tous les seins de Caroline Le Moing
- 2017 : Monsieur et Madame Adelman de Nicolas Bedos
- 2019 : Ça commence souvent par un je t'aime de Dorothée Tavernier (court métrage)
- 2022 : Menteur de Olivier Baroux
- 2022 : Kings of Kings de Harriet Marin
- 2023 : Nouveau départ de Philippe Lefebvre
- 2025 : Une place pour Pierrot d'Hélène Médigue

### Télévision
- 1993 : Classe mannequin
- 1995 : Cœur Caraïbes
- 1995 : Une famille pour deux
- 1996 : Studio sud
- 2007 : Fais pas ci, fais pas ça
- 2010 : Sur le fil
- 2012 : Livret de famille
- 2013 : Fais pas ci, fais pas ça
- 2014 : Vice versa
- 2014 : Mongeville
- 2014 : Fais pas ci, fais pas ça
- 2015 : Fais pas ci, fais pas ça
- 2015 : Hard
- 2015 : Mongeville
- 2016 : Fais pas ci, fais pas ça (saison 9)
- 2016 : Death Corner de Frédéric Berthe
- 2017 : Bienvenue à Nimbao de Philippe Lefebvre
- 2017 : Les Chamois de Philippe Lefebvre
- 2018 : Mongeville d'Emmanuel Rigaut
- 2018 : Commissaire Magellan d'Emmanuel Rigaut
- 2019 : Faites des gosses de Philippe Lefebvre
- 2022 : Répercussions de Virginie Wagon
- 2022 : A l’instinct de Myriam Venicour
- 2024 : Fais pas ci, fais ça (on va marcher sur la une…)

## Acteur
- 1982 : La Boum 2 de Claude Pinoteau
- 2010 : Fais pas ci, fais pas ça (saison 3, épisode 6) : Jean-René, le père d'Augustine
- 2012 : Fais pas ci, fais pas ça (saison 5, épisode 2) : le joueur de mandoline accompagnant Thierry, l'ex de Valérie Bouley